# Pachyteria speciosa
Pachyteria speciosa là một loài bọ cánh cứng trong họ Cerambycidae.